# DEFCON
 (engl. Defense Condition) je mera stepena pripravnosti oružanih sila Sjedinjenih Američkih Država. 
Standardni nivo u mirnodopskim uslovima je DEFCON 5, a smanjuje se kako se ozbiljnost situacije povećava. DEFCON 1 predstavlja očekivanje neposrednog napada, a dosada nikad nije proglašen.
Za nacionalno stanje opasnosti postoji sedam nivoa stepena pripravnosti, koji se koriste pod imenom LERTCON (eng. Alert Condition). Sedam LERTCON-ova se deli na 5 DEFCON-ova i dva EMERGCON-a (engl. Emergency Condition) 

## Opis-a
- 5 se odnosi na stanje normalne pripravnosti u mirnodopskim uslovima. Povećanje ovog stepena može obaviti Združeni generalštab, a objavljuje ga Ministar odbrane SAD.

- 4 podrazumeva povećanu pripravnost obaveštajnih službi i povećanje mera nacionalne bezbednosti. Ovaj nivo pripravnosti održan je skoro tokom celog Hladnog rata.

- 3 se odnosi na povećanje pripravnosti vojne sile iznad uobičajene.  Svi vojni štabovi SAD-a (osim Strateške vazdušne komande koja je već imala stepen DEFCON 2) su imali ovaj nivo 1962. godine tokom Kubanske raketne krize. Sve oružane sile Sjedinjenih Država imale su DEFCON 3 tokom Jom Kipurskog rata 1973. godine kada je Sovjetski Savez pretio intervencijom na strani Egipta. Treći put su SAD dostigle DEFCON 3 tokom Napada 11. septembra 2001.

- 2 podrazumeva vojnu pripravnost koja je prva ispod maksimalne. Proglašena je samo jednom, tokom Kubanske raketne krize.

- 1 se odnosi na maksimalnu pripravnost. Ne postoje proverene informacije da je ovaj stepen ikad upotrebljen.

## Spoljašnje veze
- DEFCON DEFense CONdition